# Ratkovská Suchá
Ratkovská Suchá – wieś (obec) na Słowacji położona w kraju bańskobystrzyckim, w powiecie Rymawska Sobota. Pierwsze wzmianki o miejscowości pochodzą z roku 1323. 
Według danych z dnia 31 grudnia 2012, wieś zamieszkiwało 50 osób, w tym 28 kobiet i 22 mężczyzn.
W 2001 roku pod względem narodowości i przynależności etnicznej 98,15% mieszkańców stanowili Słowacy, a 1,85% Węgrzy.
Ze względu na wyznawaną religię struktura mieszkańców kształtowała się w 2001 roku następująco:
- Katolicy rzymscy – 7,41%
- Ewangelicy – 61,11%
- Ateiści – 31,48%